# Simon-Xavier Cimon
Pour les articles homonymes, voir Cimon.
Simon-Xavier Cimon (2 décembre 1829-26 juin 1887) est un entrepreneur, fabricant, marchand et homme politique fédéral du Québec.

## Biographie
Né à Murray Bay, aujourd'hui La Malbaie dans le Bas-Canada, il étudia au Petit séminaire de Québec. Devenu contracteur en bâtiment à Québec en 1878, il établit un papeterie à La Malbaie durant les années 1880. Ensuite, il devint propriétaire du Journal de Québec avec Edmund James Flynn en de L'Écho des Laurentides en 1884. 
Élu député du Parti conservateur dans la circonscription fédérale de Charlevoix en 1867, il fut défait en 1872 et lors de l'élection partielle de 1879. Il redevient député lors de l'élection partielle de 1881, en 1882 et en 1887, il mourut en fonction en 1887.
Son frère, Cléophe Cimon, fut député de l'Assemblée législative de la province du Canada dans le district de Charlevoix et son fils, Simon Cimon, lui succède en tant que député fédéral de Charlevoix.